# Vinicunca
Der Vinicunca (auch Regenbogen-Berg, engl. Rainbow Mountain) ist ein Berg südöstlich von Cusco in der Provinz Quispicanchi im Süden Perus.  Mit seinen sieben verschiedenen Farben, die parallel zueinander verlaufen, wirkt er wie ein Regenbogen.

## Beschreibung
Zum Vinicunca gelangt man über Cusco und das Dorf Quechuyno mit Blick auf den Ausangate. Von dort kann der Vinicunca in einer Tagestour erwandert werden. Er gilt als Touristenattraktion.
Die Farben entstehen durch überlagerte Mineralien. Diese Sedimentschichten, die sich über Jahrmillionen gebildet haben, wurden durch Plattentektonik von einer waagerechten in eine fast senkrechte Position gedrückt. Das enthaltene Eisenoxidpigment ist rötlich, oxidiertes Mangan erzeugt Pinktöne, gelbliche Farbtöne werden durch elementaren Schwefel oder Schwefelverbindungen hervorgerufen. Die Reaktion von Kupfer, Wasser und Sauerstoff führt zur blaugrünen Verfärbung. Die schwarzen Streifen erklären sich durch das Vorkommen von Granit.